# Alexia González-Barros
Alexia González-Barros, född 7 mars 1971 i Madrid, död 5 december 1985 i Pamplona, var en spansk flicka som den 5 juli 2018 förklarades som vördnadsvärd, ett av stegen mot helgonförklaring.

## Biografi
Alexia González-Barros föddes i Madrid 1971. Hon mottog sin första kommunion i Rom den 8 maj 1979. Dagen därpå närvarade hon vid påve Johannes Paulus II:s allmänna audiens på Petersplatsen och blev personligen välsignad av denne.
I december 1984 erfor hon smärta i höger axel och efter att ha drabbats av svår ryggvärk blev hon i februari året därpå diagnostiserad med cancer i ryggraden. Sakta ledde sjukdomen till att hon blev förlamad. Under sin sjukdomstid offrade hon sitt lidande för Kyrkan. Alexia González-Barros avled i december 1985.